# Leifling, Dole na Zilji
Leifling je naselje občine Dole na Zilji v okraju Šmohor na Koroškem v Avstriji.